# Durbec de Socotra
El durbec de Socotra (Rhynchostruthus socotranus) és una espècie d'ocell de la família dels fringíl·lids (Fringillidae) endèmic de l'illa de Socotra.

## Descripció
- Fa una 14,5 cm de llargària, amb aspecte típic de la família. Bec molt fort de color negre i potes de color carn.
- Mascle de color general gris marró i cap molt fosc. Grans taques blanques a les galtes. Taques grogues a les ales i cua.
- Femella similar al mascle, una mica més apagada.

## Hàbitat i distribució
Es troba en una bona varietat d'hàbitats, des de les muntanyes fine el nivell del mar de l'Illa de Socotra, a l'Oceà Índic.

## Taxonomia
No es reconeixen subespècies, però fins fa poc es considerava que les tres espècies del gènere Rhynchostruthus eren subespècies de Rhynchostruthus socotranus. Actualment es reconeixen com espècies de ple dret.